# Marek Kłoczko
Marek Franciszek Kłoczko (ur. 3 grudnia 1951 w Augustowie) – polski menedżer i działacz gospodarczy, poseł na Sejm I kadencji.

## Życiorys
Ukończył w 1976 studia na Budapesti Műszaki Egyetem, a w 1979 na Wydziale Ekonomiki Produkcji Szkoły Głównej Planowania i Statystyki w Warszawie. Był tłumaczem przysięgłym języka węgierskiego. Pracował w przemyśle elektronicznym, w latach 1987–1990 pełnił funkcję dyrektora Warszawskich Zakładów Telewizyjnych „Elemis”.
Od 1991 do 1993 sprawował jednocześnie mandat posła I kadencji wybranego z listy Polskiej Partii Przyjaciół Piwa w okręgu leszczyńsko-zielonogórskim. Po rozłamie w macierzystej partii należał do klubu poselskiego Polski Program Gospodarczy (tzw. Duże Piwo), który 6 listopada 1992 wraz z posłami KLD współtworzył klub Polski Program Liberalny. W 1993 jako niezależny bez powodzenia kandydował do Senatu, później wycofał się z polityki.
Od początku lat 90. związany z Krajową Izbą Gospodarczą. W 1990 objął funkcję dyrektora generalnego izby, w 1993 został sekretarzem generalnym KIG, w 2014 wiceprezesem i dyrektorem generalnym izby. W 2021 powołany na nowego prezesa KIG. W 2015 został wiceprezesem europejskiego zrzeszenia gospodarczego Eurochambres.
Zarządzał polskim udziałem na Expo 2000, był komisarzem generalnym polskiej sekcji Expo 2005. Występował jako ekspert gospodarczy w programie Plus Minus. Został powołany na konsula honorowego Salwadoru.

## Oznaczenia
Odznaczony m.in. Krzyżem Kawalerskim (1998), Oficerskim (2000) i Komandorskim (2005) Orderu Odrodzenia Polski, Orderem Zasługi Republiki Węgierskiej (1990), estońskim Orderem Gwiazdy Białej III klasy (2002) oraz litewskim Order Wielkiego Księcia Giedymina V klasy (2002).

## Tłumaczenia
- János Berecz, Kontrrewolucja piórem i bronią 1956, Marek Kłoczko, Warszawa: Książka i Wiedza, 1982, s. 276, ISBN 83-05-11106-7.